# Walter Schultze (Mediziner)

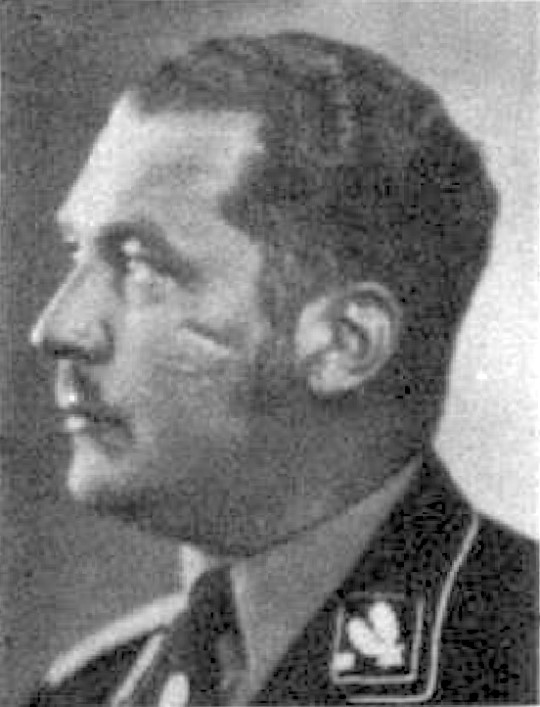
Walter Schultze, vor 1939

Walter August Ludwig Schultze (* 1. Januar 1894 in Hersbruck; † 16. August 1979 in Krailling) war ein deutscher Chirurg, Medizinalbeamter, Politiker (NSDAP) und nationalsozialistischer Multifunktionär, unter anderem Reichsdozentenführer. Um 1940 war er Organisator des Massenmords an Behinderten in Bayern. Er wurde gelegentlich mit dem Spitznamen „Bubi“ bezeichnet.

## Leben

### Ausbildung und Erster Weltkrieg
Walter Schultze wurde als Sohn eines Oberregierungsrates geboren und evangelisch getauft. Er besuchte nach der Volksschule ein humanistisches Gymnasium und erlangte 1912 in Landshut das Abitur. Nach der Schulausbildung begann er 1912 ein Medizinstudium an der Ludwig-Maximilians-Universität München (LMU). 1913 trat er dem Corps Isaria bei.
Am Ersten Weltkrieg nahm er seit 1914 als Kriegsfreiwilliger teil. Zunächst diente er im 2. Königlich Bayerischen Schweren-Reiter-Regiment „Erzherzog Franz Ferdinand von Österreich-Este“, später als Flugzeugbeobachter. 1917 schied er als schwerkriegsbeschädigter Oberleutnant aus.
Nach Kriegsende schloss er sich dem Freikorps Epp an. Er beendete sein Studium an der LMU und promovierte 1919 zum Dr. med.

### Nationalsozialist in der Weimarer Republik
Als Mitglied einer rechtsgerichteten Studentenorganisation trat Schultze 1919 der Deutschen Arbeiterpartei bei, die sich 1920 in Nationalsozialistische Deutsche Arbeiterpartei umbenannte. 1923 nahm er am Hitlerputsch teil. Schultze stand direkt neben Adolf Hitler, als die Bayerische Landespolizei das Feuer auf die Putschisten eröffnete. Er verhalf dem verwundeten Hitler zur Flucht und versorgte ihn im Hause von Ernst Hanfstaengl medizinisch. Noch im selben Jahr wurde Schultze zum stellvertretenden Reichsarzt der Sturmabteilung ernannt.
Im Jahr 1925 wurde Schultze Facharzt für Chirurgie. Von 1926 bis 1931 war er als Amtsarzt der Landwirtschaftlichen Berufsgenossenschaft Pfalz in Speyer tätig. Dort fungierte er auch als Stadtrat. Vermutlich hatte seine Parteimitgliedschaft in der NSDAP nach dem Hitlerputsch bis 1929 geruht; denn nach 1929 trat er wieder in die Partei ein (Mitgliedsnummer 99.822). In Speyer avancierte er daraufhin schnell zum Ortsgruppenleiter. 1929 war Schultze Gründungsmitglied des Nationalsozialistischen Deutschen Ärztebundes. 1931 wechselte er als Amtsarzt der Landwirtschaftlichen Berufsgenossenschaft Oberbayern zurück nach München. 1932/33 wurde er als NSDAP-Abgeordneter Mitglied des Bayerischen Landtages.

### Zeit des Nationalsozialismus
Nach der Machtergreifung der Nationalsozialisten war Schultze zunächst von März bis November 1933 Staatskommissar für das Gesundheitswesen im Bayerischen Staatsministerium des Innern. Anschließend wurde er zum Ministerialdirektor ernannt und leitete von November 1933 bis 1945 die Abteilung für Gesundheitswesen im Bayerischen Staatsministerium des Innern. Im Jahr 1934 wurde er zum Honorarprofessor für „Volksgesundheitslehre“ an der LMU ernannt.
1935 ernannte ihn Rudolf Hess zum Reichsdozentenführer.
1936 vollzog Schultze seinen Kirchenaustritt und bezeichnete sich fortan als „gottgläubig“. Wohl erst danach trat er von der SA zur SS (Mitglieds-Nr. 276.831) über. Am 13. September 1936 wurde er SS-Oberführer, am 12. September 1937 SS-Brigadeführer und am 30. Januar 1943 SS-Gruppenführer. Von 1938 bis 1945 war Walter Schultze Mitglied des in der Zeit des Nationalsozialismus bedeutungslosen Reichstages.
Ein Wohnort war, wie einer Doku des BR von seinem Sohn Wolf Schultze persönlich berichtet wird, unter anderem die Reichssiedlung Rudolf Heß in Pullach.
Schultze leitete 1936/37 das Reichsdozentenwerk, war Fachschaftsleiter im NS-Lehrerbund und Landesgruppenführer VII im Deutschen Roten Kreuz. Von 1935 bis 1944 war Schultze als „Reichsdozentenführer“ Leiter des Nationalsozialistischen Deutschen Dozentenbundes (NSDDB), einer nach dem Führerprinzip organisierten Parteigliederung, deren Aufgabe die politische Kontrolle und ideologische Beeinflussung der Hochschullehrer und damit die Kontrolle der institutionalisierten Wissenschaft war. Wegen Amtsmissbrauch zu Ungunsten eines Parteigenossen wurde Walter Schultze im Juni 1944 durch das oberste Parteigericht der NSDAP von seinem NSDDB-Amt enthoben.
In seiner Eigenschaft als Reichsdozentenführer hielt Schultze am 23. November 1941 die Eröffnungsrede für die Reichsuniversität Straßburg. Als Zielsetzung der Institution benannte er das „Ausmerzen“ alles „Undeutschen“ aus der „Gedankenwelt unseres Volkes“.

### Mitorganisator der nationalsozialistischen Krankenmorde
Als Staatskommissar im bayerischen Innenministerium war Schultze an der Organisation der Aktion T4, der Ermordung von etwa 70.000 psychisch Kranken und Behinderten, beteiligt. Nach Schultzes eigenen Angaben wurden er und der Gauleiter von Oberbayern, Adolf Wagner, Ende 1939 oder Anfang 1940 von Philipp Bouhler über die Aktion informiert. Schultze war zudem mit Viktor Brack, Bouhlers Stellvertreter und einer der Hauptorganisatoren der Aktion, eng befreundet. Abteilungen – wie die von Schultze im Münchner Innenministerium geleitete – hatten die Rolle einer „regionalen Zentraldienststelle T4“; die Verantwortlichen engagierten sich dabei unterschiedlich stark für die Krankenmorde; Schultze wird dem Kreis der „uneingeschränkten Befürworter der Mordaktion“ zugerechnet. Schultze ordnete die Verlegung von Kranken aus den Heil- und Pflegeanstalten in Erlangen und Kutzenberg in die Tötungsanstalt Hartheim an. Zudem war er an der Erweiterung der „Kinderfachabteilung“ in der Heil- und Pflegeanstalt Eglfing-Haar beteiligt, in der behinderte Kinder überwiegend durch die Überdosierung von  Luminal und Chloralhydrat ermordet wurden. Schultze beteiligte sich an den Bemühungen von Fachkräften, eine gesetzliche Grundlage für die NS-Euthanasie zu schaffen. Hitler lehnte es jedoch aus außenpolitischen Gründen ab, vor Kriegsende ein solches Gesetz zu erlassen. Am 30. November 1942 unterzeichnete Schultze den so genannten Hungerkost-Erlaß, mit dem offiziell eine bessere Ernährung der arbeitsfähigen Patienten auf Kosten der nicht arbeitsfähigen Patienten festgeschrieben wurde. Die systematische Unterernährung von Patienten wurde zu einer der Tötungsmethoden in der zweiten Phase der nationalsozialistischen Euthanasie, der Aktion Brandt.

### Gerichtsverfahren nach Kriegsende
Walter Schultze wurde 1945 von der amerikanischen Militärregierung in Automatischen Arrest im Internierungslager Moosburg genommen. Am 16. November 1948 wurde Schultze vom Landgericht München I wegen Beihilfe zum Totschlag zu drei Jahren Haft verurteilt. Als „Beihilfe zum Totschlag“ wurde die Anweisung zur Verlegung Kranker in die Tötungsanstalt Hartheim gewertet. Als strafmildernd wurde von den Richtern dabei angeführt, er habe „nicht aus niedrigen Beweggründen gehandelt“, sondern sei „als gläubiger Nationalsozialist den verderblichen Lehren Adolf Hitlers verfallen“. Freigesprochen wurde er hingegen von dem Vorwurf, mit der von ihm 1942 erteilten Anweisung, die Kranken auf Hungerkost zu setzen, sei deren Tod zielgerichtet herbeigeführt worden. Es könne nicht mehr nachgewiesen werden, dass die Todesfälle tatsächlich auf Grund der Befolgung dieser Anweisung eingetreten seien. Ebenfalls freigesprochen wurde Schultze vom Vorwurf der Beteiligung an Kindermorden, obwohl er einräumte, in vollem Bewusstsein von Funktion und Tragweite der Institution, im Auftrag des Reichsinnenministeriums eine Kinderfachabteilung errichtet zu haben, deren Zweck das „Einschläfern“ von Kindern war. Das Münchner Landgericht, das dem Nationalsozialisten der ersten Stunde „eine bisherige einwandfreie Vergangenheit“ bescheinigte, begründete diesen Freispruch damit, Schultze habe weder mit der Auswahl der in die Tötungsanstalt zu verlegenden Kinder direkt zu tun gehabt, noch sei er an der Durchführung direkt beteiligt gewesen. Das Urteil von 1948 wurde schließlich nicht rechtskräftig, weil beide Parteien Revision einlegten.
Nach zwölf Jahre währender Prozessverschleppung, offiziell begründet mit „Verhandlungsunfähigkeit“, kam es 1960 zu einer erneuten Verurteilung durch ein Münchner Schwurgericht, diesmal zu vier Jahren Haft, wegen der Beteiligung an der „Euthanasie“ von über 380 Erwachsenen und Kindern. Das Urteil wurde von Schultze, der keinerlei Reue und Unrechtsbewusstsein zeigte, erneut angefochten, wobei er mit Verbotsirrtum argumentierte. Dem Revisionsbegehren wurde am 6. Dezember 1960 vom Bundesgerichtshof stattgegeben, das Verfahren zur erneuten Verhandlung an das Münchner Schwurgericht zurückverwiesen. Ein Verbotsirrtum wurde allerdings bestritten. Wegen Verhandlungsunfähigkeit des Angeklagten wurde das Verfahren eingestellt, so dass es nicht zu einer rechtskräftigen Verurteilung kam.

## Schriften
- Wissenschaft und Volkwerdung. Rede des Reichsdozentenführers. In: Robert Wetzel / Hermann Hoffmann (Hrsg.): Wissenschaftliche Akademie Tübingen des NSD.-Dozentenbundes, Band 1: 1937, 1938, 1939, Tübingen: Mohr 1940, S. 5–16.